# Josef Klimeš (politik)
Josef Klimeš (6. března 1828 Nová Ves u Chotěboře – 11. května 1900 Chrudim) byl český politik, dlouholetý starosta Chrudimi, v 2. polovině 19. století poslanec Českého zemského sněmu a Říšské rady.

## Biografie

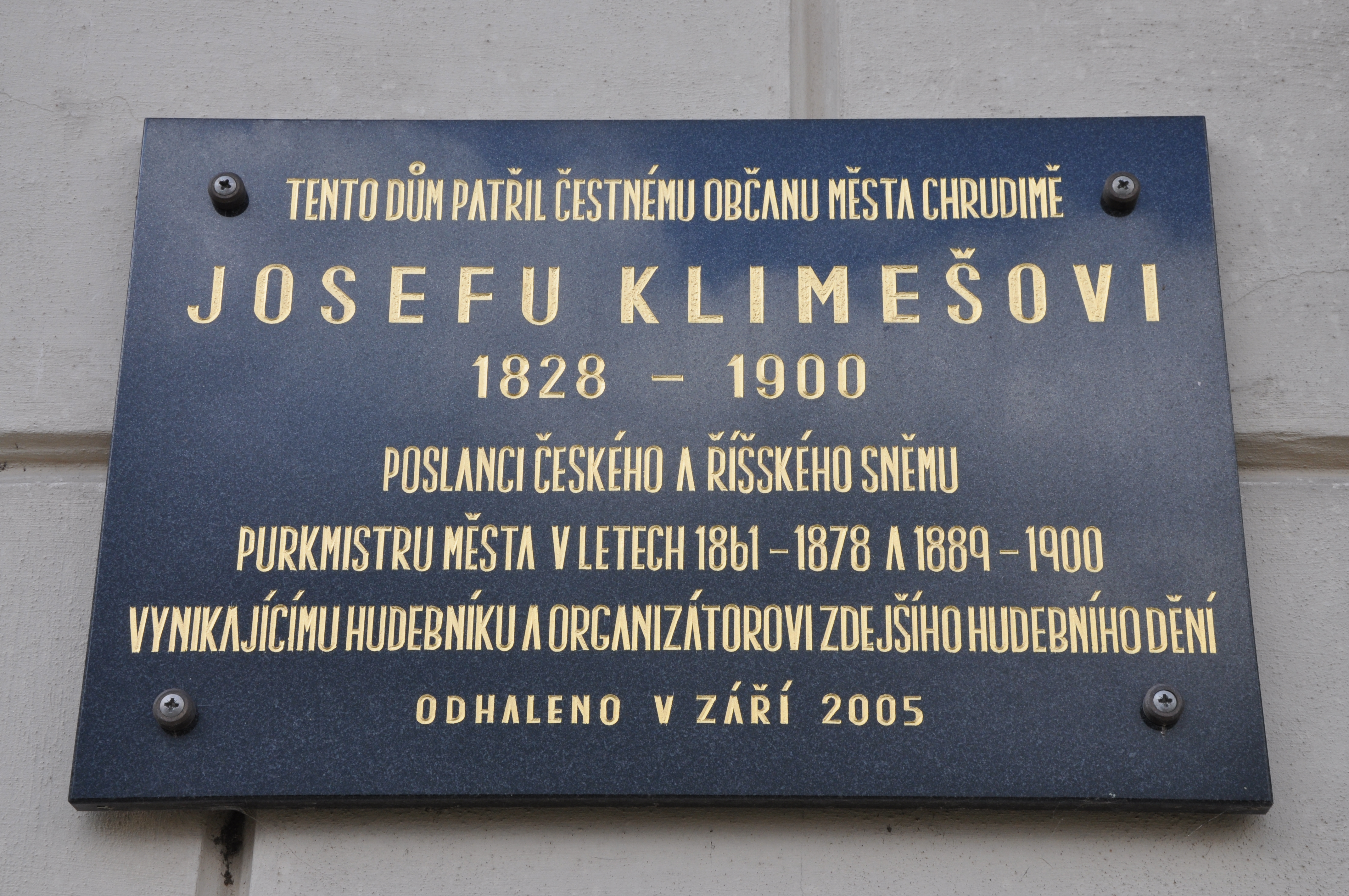
Pamětní deska z roku 2005 na Klimešově domu v Chrudimi

Profesí byl statkář. Patřil mu statek a mlýn v Janderově u Chrudimi. Na Janderově se snažil také oživit tradici vinařství. Roku 1869 zde založil vinici. Roku 1879 získalo jeho chrudimské víno ve Vídni čestný diplom. Úspěch získal i roku 1880 na výstavě v německém Geisenheimu. Vinařství ale bylo zrušeno patrně ještě před Klimešovou smrtí, tedy před rokem 1900.
Působil jako starosta Chrudimi. Úřad zastával v období let 1861–1878 a 1889–1900. Ovlivnil regionální kulturní život, založil chrudimské komorní kvarteto, spoluzakládal pěvecký spolek Slavoj a sám zpíval v operách.
V 60. letech 19. století se zapojil i do zemské i celostátní politiky. V roce 1863 byl v doplňovacích volbách zvolen na Český zemský sněm. Šlo o doplňovací volby koncem listopadu 1863. Nahradil zesnulého poslance Rudolfa Skuherského. Uspěl za kurii venkovských obcí, obvod Chrudim, Nasavrky. V řádných zemských volbách v Čechách v lednu 1867 zde mandát obhájil. Stejně tak uspěl i v krátce poté konaných zemských volbách v březnu 1867.
V srpnu 1868 patřil mezi 81 signatářů státoprávní deklarace českých poslanců, v níž česká politická reprezentace odmítla centralistické směřování státu a hájila české státní právo. Čeští poslanci tehdy na protest praktikovali politiku pasivní rezistence, kdy bojkotovali práci zemského sněmu, byli za neomluvenou absenci zbavováni mandátů a pak opětovně manifestačně voleni. Klimeš takto byl zbaven mandátu pro absenci v září 1868 a zvolen znovu v doplňovacích volbách v září 1869. Za Chrudim a Nasavrky byl do zemského sněmu zvolen i v řádných volbách v roce 1870 a volbách roku 1872. Následovala opět série zbavení mandátu a opětovněho zvolení. Takto uspěl v doplňovacích volbách v říjnu 1873, doplňovacích volbách v červenci 1874, na jaře 1875, v únoru 1876 a dubnu 1877. Za svůj obvod byl zvolen i v řádných volbách roku 1878, volbách roku 1883. a zemských volbách roku 1889. V zemském sněmu setrval do konce funkčního období, tedy do roku 1895 a v zemském zákonodárném sboru tak nepřetržitě zasedal po téměř 32 let.
Zasedal také v Říšské radě (celostátní zákonodárný sbor), kam byl zvolen v prvních přímých volbách do Říšské rady roku 1873, kdy získal mandát poslance za kurii venkovských obcí, obvod Chrudim, Pardubice atd. Z politických důvodů se ale nedostavil do sněmovny, čímž byl jeho mandát i přes opakované zvolení prohlášen za zaniklý. Mandát obhájil ve volbách do Říšské rady roku 1879 za týž obvod. Nyní mandát převzal, protože politika pasivní rezistence vůči vídeňskému parlamentu skončila. Na schůzi 30. listopadu 1880 ovšem oznámil rezignaci na poslanecký mandát.
Politicky patřil po celý aktivní život mezi stoupence Národní strany (staročeské). Po volbách v roce 1879 se na Říšské radě připojil k Českému klubu (jednotné parlamentní zastoupení, do kterého se sdružili staročeši, mladočeši, česká konzervativní šlechta a moravští národní poslanci).
Zemřel po krátké nemoci v květnu 1900.